# Donald J. Boudreaux
Donald Joseph Boudreaux (10 de setembro de 1958) é um economista americano, autor, professor e co-diretor do programa sobre economia americana e Globalização no Centro Mercatus na George Mason University, em Fairfax, Virginia.

## Infância e educação
Boudreaux recebeu um doutorado (Ph.D.) em economia pela Universidade de Auburn em 1986, com uma tese sobre "Contratação, organização e instabilidade monetária: estudos na teoria da firma". Ele formou-se em Direito pela Faculdade de Direito da Universidade da Virgínia em 1992.

## Carreira acadêmica
Boudreaux foi professor assistente de economia na Universidade George Mason, de 1985 a 1989. Foi Professor Associado de Estudos Jurídicos e Economia da Universidade Clemson, de 1992 a 1997, e Presidente da Fundação de Educação Econômica, de 1997 a 2001. Atualmente, ele é professor de economia na Universidade George Mason, onde atuou como presidente do departamento de economia, de 2001 a 2009. 
Durante o semestre da primavera de 1996, ele foi bolsista de Olin em Direito e Economia na Faculdade de Direito da Universidade de Cornell. Boudreaux é pesquisador adjunto do Instituto Cato, um think tank baseado em Washington, DC. 

## Escritos
Ele é o autor dos livros de 2007 e 2012 Globalization and Hypocrites e Half-Wits, respectivamente.
Ele contribui com uma coluna duas vezes por mês para o Pittsburgh Tribune-Review  e contribui para o blog Cafe Hayek. 

## Outras atividades
Boudreaux deu palestras na Europa, América do Norte e América do Sul sobre tópicos que incluem a natureza do direito, direito da concorrência, economia e comércio internacional.  
Ele falou em um seminário do Institute for Economic Studies sobre Europa & Liberdade em Deva, Romênia, em 2007.
Ele falou na Cúpula da Liberdade em 2001 e 2010.

## Pontos de vista e opiniões
Boudreaux criticou publicamente o Prêmio Nobel de Ciências Econômicas Paul Krugman, afirmando que Krugman frequentemente comete erros elementares ao discutir economia.
Boudreaux argumentou em outubro de 2009 que o uso de informações privilegiadas é impossível de policiar e útil para mercados e investidores. . . Longe de ser tão prejudicial para a economia que sua prática deva ser criminalizada, os insiders que compram e vendem ações com base em seu conhecimento desempenham um papel crítico em manter os preços dos ativos honestos - em impedir que os preços mintam ao público sobre as realidades corporativas.
Boudreaux defendeu em maio de 2011 o não intervencionismo nos assuntos externos e na economia.
Em um artigo de janeiro de 2013 para o Wall Street Journal, Boudreaux e Mark Perry argumentaram que o tropeço progressivo ... que a classe média americana estagnou economicamente desde os anos 1970 é espetacularmente errado. Na mesma linha, Boudreaux e Liya Palagashvili publicaram um artigo no The Wall Street Journal em março de 2014, discutindo uma bolsa de estudos recente que mostra que, ao contrário do que foi relatado anteriormente, os salários não se separaram da produtividade nos EUA e na Grã-Bretanha.

## Publicações

### Livros
- Globalização (Guias Greenwood de Negócios e Economia), 2007
- Hipócritas e raciocínio: uma dose diária de sanidade do Cafe Hayek, 2012
- The Essential Hayek, 2015 grátis no Kindle

### Artigos
- "O comércio não é um assassino de empregos", The New York Times, 28/3/2018.
- "'Determinação de preços' após um desastre é bom para o público", The Wall Street Journal, 03/10/2017.
- "Trabalhar horas extras para evitar a verdade", The Wall Street Journal, 7/4/16.
- "O mito da dissociação dos grandes salários", The Wall Street Journal, 6/6/14.
- "O mito de uma classe média estagnada", The Wall Street Journal, 23/1/13.